# Бред Фіцпатрік
Бред Фіцпатрик (англ. Bradley Joseph "Brad" Fitzpatrick; * 5 лютого 1980, Айова) — американський програміст. Найбільш відомий як творець LiveJournal і автор різноманітних відкритих проектів, таких як наприклад memcached.
Ріс в м. Бівертон штат Орегон і здобув ступінь з комп’ютерних наук в Університеті Вашингтона в Сієтлі.
Бред написав LiveJournal у 19 років, бувши ще студентом університету, для того аби вести власний блог. Цей сайт розширювався і зрештою став його постійною роботою, а ще згодом переріс у компанію, названу Danga Interactive. У січні 2005, Фіцпатрік продав Danga компанії Six Apart.
Після цього отримав посаду головного архітектора в Six Apart.. Покинув Six Apart в серпні 2007 і приєднався до LiveJournal Advisory Board в 2008.
Зараз він працює на Google, де робить вклад в розробку Android, створив бібліотеку PubSubHubbub і є учасником команди розробки мови Go.

## Зноски
1. ↑  gayanvoice / top-github-users
2. 1 2  Hoffman R. LinkedIn — 2003.
3. 1 2  http://bradfitz.com/
4. ↑  Six Apart to Buy LiveJournal[недоступне посилання] (5 January 2005)
5. ↑  Big news... Six Apart and LiveJournal! [Архівовано 30 травня 2010 у Wayback Machine.] (5 January 2006)
6. ↑  LiveJournal’s New Advisory Board Includes Fitzpatrick. Архів оригіналу за 27 січня 2011. Процитовано 2 листопада 2011.
7. ↑  LiveJournal creator leaves as Six Apart fails to spin. Архів оригіналу за 13 жовтня 2007. Процитовано 2 листопада 2011.
8. ↑  New Gingerbread API: StrictMode. Архів оригіналу за 5 жовтня 2011. Процитовано 2 листопада 2011.
9. ↑  PubSubHubBub project page. Архів оригіналу за 23 вересня 2011. Процитовано 2 листопада 2011.
10. ↑  Go Language contributors. Архів оригіналу за 9 жовтня 2011. Процитовано 2 листопада 2011.